# مزرعة فيض أباد (نصرت أباد)
مزرعة فیض أباد (بالإنجليزية: Mazraeh-ye Faizabad)‏ هي منطقة سكنية تقع في إيران في Nosratabad Rural District.